# Dysauxes pluripuncta
Dysauxes pluripuncta är en fjärilsart som beskrevs av Naufock 1934. Dysauxes pluripuncta ingår i släktet Dysauxes och familjen björnspinnare. Inga underarter finns listade i Catalogue of Life.